# Tom Felton
Thomas Andrew Felton (Epsom, Surrey, 22 de setembre de 1987) és un actor i cantant anglès. És conegut sobretot pel seu paper de Draco Malfoy a les pel·lícules de Harry Potter, on ha treballat des dels dotze anys. Ha tingut una relació amb l'actriu Phoebe Tonkin.
Felton es va iniciar fent publicitat als vuit anys, i cinema als deu, amb les pel·lícules The Borrowers i Anna and the King. Ha aparegut a totes vuit pel·lícules de la sèrie Harry Potter, del 2001 al 2011. La interpretació de Felton del personatge Draco Malfoy a les pel·lícules Harry Potter i el misteri del Príncep i Harry Potter i les relíquies de la Mort - Part 1 li va valdre el premi MTV Movie Award al millor "dolent" en les edicions de 2010 i 2011.
Després de la seva època de Harry Potter, Felton aparegué el 2011 a la pel·lícula Rise of the Planet of the Apes, una reinterpretació de la sèrie Planet of the Apes.